# Parafia św. Iwana Rilskiego w Wiedniu
Parafia św. Iwana Rilskiego – parafia prawosławna w Wiedniu, jedyna położona na terenie Austrii parafia Bułgarskiego Kościoła Prawosławnego (w metropolii zachodniej i środkowej Europy).
Prawosławni Bułgarzy byli obecni w Wiedniu w XIX wieku, uczęszczając wówczas do parafii rosyjsko- i greckojęzycznych. W 1887 uzyskali pierwszą kaplicę św. Stefana. Parafia św. Iwana Rilskiego działa od 1967, zaś od 1969 jest oficjalnie uznawana przez władze austriackie jako organizacja zrzeszająca prawosławnych Bułgarów żyjących w Austrii. Do 1993 wierni użytkowali bezpłatnie użyczany im przez Rosyjski Kościół Prawosławny sobór św. Mikołaja w Wiedniu. W 1993, z inicjatywy ambasadora bułgarskiego Alaksandara Karaminkowa uzyskali pomieszczenia w siedzibie ambasady bułgarskiej w Wiedniu, gdzie urządzono kaplicę. Obecnie, z uwagi na duże zainteresowanie nabożeństwami zarówno wśród Bułgarów, jak i konwertytów austriackich, rozważana jest budowa osobnego obiektu na potrzeby parafii i jej działalności kulturalnej.
Do 1990 utrzymanie parafii całkowicie zapewniał Święty Synod Bułgarskiego Kościoła Prawosławnego, od roku następnego parafia samodzielnie pozyskuje środki na swoje funkcjonowanie.